# Acrolepiidae
De Acrolepiidae zijn een groep van vlinders uit de superfamilie Yponomeutoidea die soms de status van familie krijgt. In recente classificaties wordt de groep wel opgevat als de onderfamilie Acrolepiinae van de familie Plutellidae (Plutellidae). De groep telt ruim honderd soorten in drie geslachten. Het typegeslacht is Acrolepia.
In het Engels staan ze bekend als "False Diamondback moths". De groep heeft geen Nederlandstalige naam.
De rupsen zijn zo'n 10 tot 12 mm lang en gevlekt. Volwassen vlinders hebben een vleugelspanwijdte van 16 tot 18 mm. Ze vliegen meestal 's nachts.

## Geslachten
- Acrolepia Curtis, 1838
- Acrolepiopsis Gaedike, 1970
- Digitivalva Gaedike, 1970